# شهرستان یونگهه
شهرستان یونگهه (به لاتین: Yonghe County) یک شهرستان‌های جمهوری خلق چین در چین است که در لینفن واقع شده‌است.